# Agrilus salicis
Agrilus salicis – gatunek chrząszcza z rodziny bogatkowatych i podrodziny Agrilinae.

## Taksonomia
Gatunek ten opisany został po raz pierwszy w 1877 roku przez Imre Friváldszkiego.

## Morfologia
Chrząszcz o mocno wydłużonym ciele długości od 4,5 do 6,5 mm. Ubarwienie ma ciemnooliwkowozielone do brązowego. Wierzch ciała porasta delikatne, krótkie, jasne, trudno dostrzegalne owłosienie. Spód ciała równomiernie porośnięty jest cienkimi, krótkimi, jasnymi włoskami, które nie tworzą plam na bokach sternitów odwłoka. Głowa ma duże, niemal dorównujące szerokością oczom, u samca gęsto i jasno owłosione policzki. W widoku od przodu dolne krawędzi oczu leżą wyżej niż nasady czułków. Przedplecze ma podwójne krawędzie boczne połączone od okolicy środka długości, a z jego tylnych kątów wybiegają rozszerzone ku przodowi żeberka (kile). Przedpiersie ma słabo rozwinięty płat przedni z płytko wklęśniętą krawędzią oraz równoległe boki wyrostka międzybiodrowego. Odwłok ma rowek wzdłuż krawędzi ostatniego widocznego sternitu niezmodyfikowany, zaokrąglony.

## Ekologia i występowanie
Ksylofagiczne, monofagiczne larwy żerują w gałęziach wierzb, zwłaszcza takich o krzaczastym pokroju. Wśród ich roślin żywicielskich wymienia się wierzby iwę, płożącą, szarą, uszatą i wiciową. Osobniki dorosłe obserwuje się od czerwca do lipca.
Gatunek palearktyczny, znany z Hiszpanii, Francji, Niemiec, Szwajcarii, Austrii, Włoch, Polski, Czech, Słowacji, Węgier, Ukrainy, Rumunii, Bułgarii, Słowenii, Chorwacji, Bośni i Hercegowiny, Serbii, Czarnogóry, Albanii, Macedonii Północnej, europejskiej części Rosji, europejskiej i anatolijskiej części Turcji oraz Zakaukazia. W całym zasięgu lokalny. Na „Czerwonej liście gatunków zagrożonych Republiki Czeskiej” umieszczony jest jako gatunek zagrożony wymarciem (EN).